# Henry M. Pachter
Henry Maximillian Pachter (vor der Emigration: Heinz Pächter) (geboren 22. Januar 1907 in Berlin; gestorben 10. Dezember 1980 in New York City) war ein US-amerikanischer Historiker und Politikwissenschaftler. 

## Leben
Pachter war Jude und emigrierte aus Deutschland in die USA. Er lehrte als Professor für Geschichte an der New School for Social Research, der City University of New York und der Rutgers University. Er galt als hervorragender Kenner der Geschichte des Sozialismus. Er publizierte auch unter dem Pseudonym Henry Rabassiere.

## Schriften (Auswahl)
- Paracelsus: Magic into Science, 1951.
  - Übersetzung: Paracelsus: Das Urbild des Doktor Faustus, 1955.
- Collision Course: The Cuban Missile Crisis and Coexistence, 1963.
- Weltmacht Russland: Tradition und Revolution in der Sowjetpolitik, bearbeitete und ergänzte Auflage, München 1970.
- Modern Germany: A Social, Cultural and Political History, 1979.
- Weimar Etudes, 1982.
- Socialism in History: Political Essays of Henry Pachter, 1984.